# Барышников, Анатолий Юрьевич
Анато́лий Ю́рьевич Бары́шников (21 сентября 1944, Шаранга, Кировская область или Ушачи, Полоцкая область — 31 мая 2015, Московская область) — советский и российский учёный-онколог, иммунолог, один из ведущих российских специалистов в области иммунологии и моноклональных антител; директор Научно-исследовательского института экспериментальной диагностики и терапии опухолей РОНЦ им. Блохина, член центрального правления Нанотехнологического общества России, заслуженный деятель науки Российской Федерации, лауреат Премии правительства РФ в области науки и техники (2004).

## Биография и карьера
Родился в селе Шаранга Шарангского района Кировской области (ныне посёлок городского типа, относящийся к Нижегородской области), в семье служащих.
В 1969 году окончил Витебский государственный медицинский институт по специальности «лечебное дело», опубликовав за время учёбы 16 научных статей. Отслужив в армии, в 1971—1974 годах прошёл аспирантуру Института экспериментальной и клинической онкологии АМН СССР (ныне — Онкологический научный центр им. Блохина), после чего продолжил там работать, пройдя путь от младшего научного сотрудника до директора НИИ экспериментальной диагностики и терапии опухолей и заместителя директора РОНЦ по научной работе (с 1998 года).
В 2005 году был удостоен Премии правительства РФ в области науки и техники 2004 года за руководство рядом экспериментальных и клинических исследований по биотерапии и иммунодиагностике злокачественных опухолей.
В последние годы также был профессором кафедры клинической иммунологии и аллергологии Первого МГМУ им. И. М. Сеченова.